# Ponti di Khodaafarin
I ponti di Khodaafarin (in azero meridionale خوداآفرین کؤرپولری, in azero Xudafərin körpüləri, in persiano پل خداآفرین‎) sono due ponti ad arco che si trovano al confine tra Azerbaigian e Iran e collegano le sponde settentrionali e meridionali del fiume Aras. Situati sulla storica via della Seta, il ponte a 11 arcate fu costruito nell'XI-XII secolo e il ponte a 15 arcate nel XIII secolo.
Nelle vicinanze di Khoodaaferin si trova un bacino idrico.
Un ponte di 15 campate, costruito nel XII secolo, è funzionante; il secondo, un ponte di 11 campate costruito nel XIII secolo (periodo dell'Ilkhanato) è andato distrutto (e sono state conservate solo tre campate centrali).
Il ponte di 15 campate appartiene alla scuola di architettura di Arran.

## Storia
La prima menzione scritta di uno dei ponti di Khoodaafarin appartiene allo storico e geografo persiano del XIV secolo Hamdallah Mustawfi. Scrisse che il ponte fu costruito nel 636 dal generale arabo Bakr Ibn Abdullah durante la campagna dell'esercito arabo nella Transcaucasia orientale. Tuttavia, gli storici moderni dubitano che gli arabi siano stati in grado di fare la guerra e costruire un ponte allo stesso tempo. Si ritiene che, molto probabilmente, Mustawfi avesse in mente l'organizzazione dell'attraversamento dell'esercito arabo attraverso l'Aras con l'utilizzo di affioramenti rocciosi naturali. La costruzione del ponte a 15 campate, quindi, è stata attribuita a un periodo molto successivo, il XII secolo.
Gli orientalisti C.E. Bosworth e V.B. Fischer notarono che Fazl Ibn Muhammad della dinastia Shaddadide costruì uno dei ponti sul fiume Aras per scopi strategici commerciali e militari. Il ponte collegava il Karabakh al Karadjadagh.
Il ponte a 11 campate fu restaurato nel XIII secolo durante l'era dell'Ilkhanato a causa del movimento di enormi masse di persone in quel periodo. La sponda settentrionale dell'Aras era un campo di battaglia tra l'Ilkhanato e l'Orda d'Oro, e quindi vi era la necessità di trasportare numerose truppe. Inoltre, i resti della tendopoli "Aladag", con strutture per la nobiltà, trovate lì provano che gli Ilkhanidi attraversarono l'Aras in inverno.
Dopo l'occupazione del distretto di Jabrayil da parte delle forze armene nel 1993, i ponti di Khudaafarin caddero sotto il controllo della non riconosciuta Repubblica dell'Artsakh. Durante questo periodo fu costruita una grande diga a cavallo del fiume Aras direttamente a ovest dei ponti, ma le rovine stesse del ponte sono rimaste intatte. La diga è stata inaugurata nel 2010.

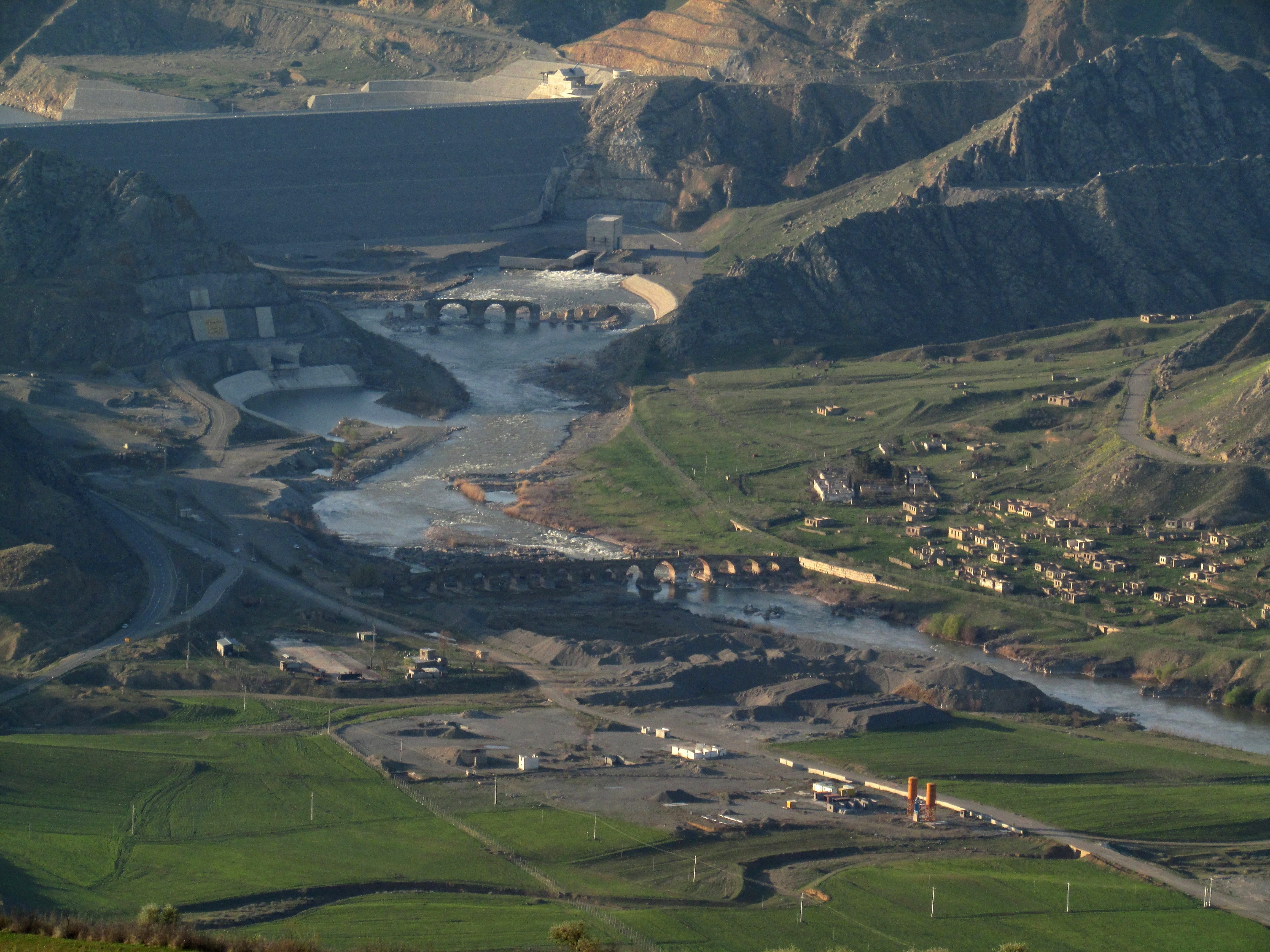
Ponti Khodaafarin con la diga vista dietro

L'Azerbaigian ha ristabilito il controllo sui villaggi il 18 ottobre 2020 durante la guerra del Nagorno Karabakh del 2020.
Il 16 novembre 2020, il presidente Ilham Aliyev e la vicepresidente Mehriban Aliyeva fecero visita alla riva sinistra del ponte Khoodaafarin.

## Ricerche
La prima descrizione del ponte di 15 campate è stata data nell'opera "The Art of Iran" pubblicata nel 1938 sotto la direzione di A. Pope. Il lavoro comprende anche un disegno schematico del ponte.
A. Sadikhzade è stato il primo scienziato azero a studiare i ponti sul posto e a eseguire le misurazioni visive, pubblicando i risultati della ricerca nel 1963 nella "Storia dell'architettura azera".
Uno studio dettagliato dei resti dei ponti e delle loro misurazioni è stato effettuato nel 1974.

## Costruzione
I ponti si trovano a una distanza di 800 m l'uno dall'altro.
Il ponte di 11 campate è chiamato "Synyg korpu" ("Ponte rotto").
Gli architetti hanno utilizzato ciottoli rivieraschi (frangiflutti e archi) e mattoni cotti quadrati (parapetto della parte superiore) per costruire il ponte di 15 campate.
Come pilastri del ponte sono stati utilizzati solo affioramenti naturali rocciosi. Le campate del ponte hanno dimensioni diverse. Seguendo la struttura del terreno, il ponte non è nella pianta rettilineo ma ha una certa curvatura.
La lunghezza del ponte di 15 campate è di circa 200 metri, e 4,5 di larghezza. Il punto più alto del ponte è a 10 m sopra il livello dell'acqua. I frangiflutti che proteggono le spalle del ponte sono a pianta triangolare e sono realizzati in ciottoli rivieraschi. Sul lato opposto i frangiflutti hanno forma semicircolare.
Anche le spalle del ponte a 11 campate sono state costruite con affioramenti rocciosi. Nella parte centrale del fiume le campate sono più lunghe e, di conseguenza, più alte, e più vicine alle sponde, le campate sono minori sia in larghezza che in altezza. La lunghezza totale di questo ponte è di 130 m, e 6 m di larghezza con un'altezza massima di 12 m sopra il livello dell'acqua.
La soluzione legante del ponte a 15 campate è stata realizzata in argilla con una miscela di latte.